# Сага про Ньяла
Сага про Ньяла (ісл. Njáls saga, Brennu-Njáls saga) — ісландська сага XIII століття, що описує події між 960 і 1020 рр.
Сага розповідає про процес кровної помсти в Ісландській співдружності, показуючи, як вимоги честі можуть призвести до того, що незначні образи можуть перерости у руйнівне та тривале кровопролиття. Особливо часто зустрічаються образи, коли чоловіча гідність персонажа ставиться під сумнів, що може свідчити про критику автором надто обмежувального ідеалу мужності. Ще одна особливість оповіді — наявність ознак і пророчих снів. Спірно, чи це фаталістичний світогляд автора.
Головні герої саги — друзі Ньял Торґейрссон, юрист і мудрець, і Гуннар Хамундарсон, грізний воїн. Дружина Гуннара розпалює ворожнечу, що призводить до загибелі багатьох персонажів протягом кількох десятиліть, включаючи вбивство вогнем однойменного спаленого Ньялля.
Твір є анонімним, хоча є безліч припущень про особистість автора. Основні події, описані в сазі, ймовірно, є історичними, але матеріал був сформований автором, спираючись на усну традицію, відповідно до його художніх потреб. Сага про Ньялса — найдовша і найрозвиненіша з саг про ісландців. Її часто вважають вершиною сагової традиції.

## Сюжет
На початку саги головними героями є зведені брати Хескульд син Колля з Долин та Хрут син Херьольва, багаті та знатні люди, що живуть у Долинах Широкого Фіорда. Хрут одружився з Унн, донькою хёвдинга Мерда Скрипіці, але цей шлюб виявився невдалим і швидко розпався з ініціативи Унн. У Хескульда виросла красуня дочка, Халльгерд Длиннонога, що відрізнялася, щоправда, поганим характером і невмінням вести домашнє господарство. Вона спонукала одного зі своїх домочадців вбити першого чоловіка, Торвальда сина Освівера. Потім Халльгерд вийшла за Глума сина Олейва Рукоятки, і її другий чоловік загинув від тієї ж руки, але вже проти волі дружини. Хальгерд відіслала вбивцю до свого дядька Хрута, знаючи, що той помститься. Так і сталося.
Третім чоловіком Халльгерд став Гуннар син Хамунда, ідеальний герой саги: благородна людина та прекрасний воїн. Його вірним другом був Ньяль, мудра людина і великий знавець законів, до якого Гуннар часто приходив за порадою. Разом із ним вони пережили не одне випробування та перемогли багато ворогів.
Після смерті Гуннара в сазі йдеться про Траїна сина Сігфуса, синів Ньяля і Карі, дружинника ярла Оркнейських островів, який став синам Ньяля великим другом, поїхав разом з ними до Ісландії після спільно прожитих пригод у Шотландії та Норвегії і одружився з донькою Н.
Далі в сазі згадується про суперечку Траіна сина Сігфуса і синів Ньяля, хрещення Ісландії, вбивство Хескульда сина Траіна (прийомного сина Ньяля) і наступні трагічні для роду Ньяля події.

## Головні герої
- Хескульд син Колля з Долин
- Хрут син Херольва, єдиноутробний брат Хескульда
- Халльгерд Длиннонога, дочка Хескульда, дружина Гуннара сина Хамунда
- Гуннар син Хамунда
- Ньяль син Торгейра Голльніра
- Скарпхедін син Ньяля
- Траїн син Сігфуса
- Флосі Палій
- Карі син Сельмунд
- Хескульд Білий Годі